# DDR-Meisterschaften im Eisschnelllaufen 1986

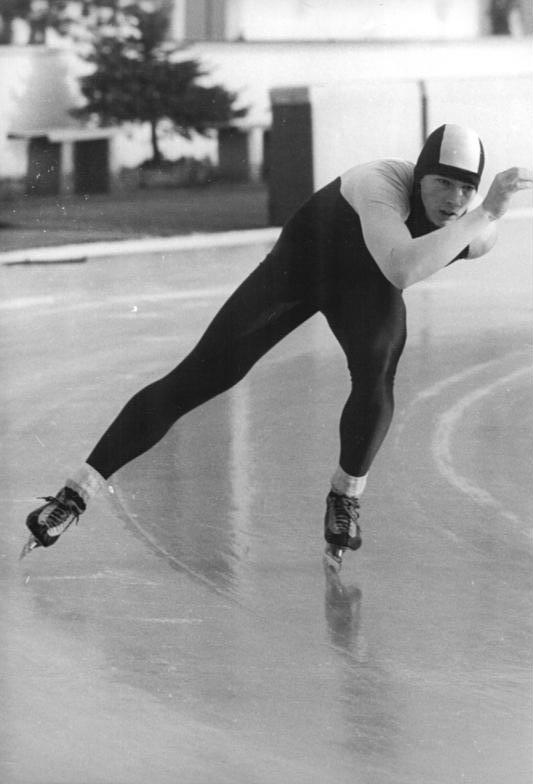
Uwe-Jens Mey gewann den Titel im Sprint-Mehrkampf.

Die DDR-Meisterschaften im Eisschnelllaufen 1986 fanden auf den Einzelstrecken und im Sprint-Mehrkampf im Karl-Marx-Städtischen Eisstadion im Küchwald statt, wobei die Meister auf den Einzelstrecken schon im Dezember des Vorjahres ermittelt wurden. Im Großen-Mehrkampf wurde in diesem Jahr keine Meisterschaft ausgetragen. Der SC Einheit Dresden war mit sechs Titeln der erfolgreichste Verein bei den Meisterschaften und stellte mit Andrea Ehrig auch die erfolgreichste Sportlerin. Sie gewann auf drei Strecken den Titel und konnte damit Karin Kania, André Hoffmann und Uwe Sauerteig auf die Plätze verweisen, die sich jeweils zwei Titel sicherten.

## Meister
| Distanz          | Männer         | Verein            | Frauen               | Verein             |
| ---------------- | -------------- | ----------------- | -------------------- | ------------------ |
| 500 Meter        | André Hoffmann | SC Dynamo Berlin  | Christa Rothenburger | SC Einheit Dresden |
| 1.000 Meter0     | André Hoffmann | SC Dynamo Berlin  | Karin Kania          | SC Einheit Dresden |
| 1.500 Meter0     | Uwe Sauerteig  | SC Turbine Erfurt | Andrea Ehrig         | SC Einheit Dresden |
| 3.000 Meter0     |                |                   | Andrea Ehrig         | SC Einheit Dresden |
| 5.000 Meter0     | Uwe Sauerteig  | SC Turbine Erfurt | Andrea Ehrig         | SC Einheit Dresden |
| 10.000 Meter0    | René Schöfisch | TSC Berlin        |                      |                    |
|                  |                |                   |                      |                    |
| Sprint-Mehrkampf | Uwe-Jens Mey   | SC Dynamo Berlin  | Karin Kania          | SC Einheit Dresden |

## Einzelstrecken-Meisterschaften
Datum: 13. – 15. Dezember 1985

### Männer

#### 500 Meter
| Pl. | Name               | Verein             | Zeit (s) |
| --- | ------------------ | ------------------ | -------- |
| 1   | André Hoffmann     | SC Dynamo Berlin   | 38,40    |
| 2   | Rainer Effenberger | SC Einheit Dresden | 38,54    |
| 3   | René Goschnik      | SC Einheit Dresden | 38,85    |
| 4   | René van Bernum    | TSC Berlin         | 38,99    |
| 5   | Heiko Scandolo     | SC Turbine Erfurt  | 39,03    |
| 6   | Peter Adeberg      | TSC Berlin         | 39,07    |

#### 1.000 Meter
| Pl. | Name            | Verein             | Zeit (min) |
| --- | --------------- | ------------------ | ---------- |
| 1   | André Hoffmann  | SC Dynamo Berlin   | 1:17,87    |
| 2   | René van Bernum | TSC Berlin         | 1:19,17    |
| 3   | Heiko Scandolo  | SC Turbine Erfurt  | 1:19,32    |
| 4   | Michael Thurner | SC Karl-Marx-Stadt | 1:20,43    |
| 5   | Sven Schindler  | SC Einheit Dresden | 1:20,51    |
| 6   | Röhring         | SC Karl-Marx-Stadt | 1:20,97    |

#### 1.500 Meter
| Pl. | Name           | Verein             | Zeit (min) |
| --- | -------------- | ------------------ | ---------- |
| 1   | Uwe Sauerteig  | SC Turbine Erfurt  | 2:00,34    |
| 2   | Heiko Scandolo | SC Turbine Erfurt  | 2:02,52    |
| 3   | André Hoffmann | SC Dynamo Berlin   | 2:02,66    |
| 4   | Sven Schindler | SC Einheit Dresden | 2:03,58    |
| 5   | Olaf Zinke     | SC Dynamo Berlin   | 2:03,81    |
| 6   | Roland Freier  | SC Karl-Marx-Stadt | 2:03,82    |

#### 5.000 Meter
| Pl. | Name            | Verein             | Zeit (min) |
| --- | --------------- | ------------------ | ---------- |
| 1   | Uwe Sauerteig   | SC Turbine Erfurt  | 7:17,68    |
| 2   | Michael Hannig  | TSC Berlin         | 7:21,83    |
| 3   | Roland Freier   | SC Karl-Marx-Stadt | 7:22,19    |
| 4   | René Schöfisch  | TSC Berlin         | 7:23,61    |
| 5   | Jörn Piotrowski | SC Dynamo Berlin   | 7:26,80    |
| 6   | Jörg Lange      | TSC Berlin         | 7:26,99    |

#### 10.000 Meter
| Pl. | Name            | Verein             | Zeit (min) |
| --- | --------------- | ------------------ | ---------- |
| 1   | René Schöfisch  | TSC Berlin         | 15:33,54   |
| 2   | Uwe Sauerteig   | SC Turbine Erfurt  | 15:36,50   |
| 3   | Michael Hannig  | TSC Berlin         | 15:44,09   |
| 4   | Roland Freier   | SC Karl-Marx-Stadt | 15:49,39   |
| 5   | Torsten Piekarz | TSC Berlin         | 15:52,00   |
| 6   | Jörg Lange      | TSC Berlin         | 15:54,75   |

### Frauen

#### 500 Meter
| Pl. | Name                 | Verein             | Zeit (s) |
| --- | -------------------- | ------------------ | -------- |
| 1   | Christa Rothenburger | SC Einheit Dresden | 40,77    |
| 2   | Karin Kania          | SC Einheit Dresden | 41,24    |
| 3   | Sylke Luding         | SC Einheit Dresden | 41,61    |
| 4   | Jacqueline Börner    | TSC Berlin         | 41,72    |
| 5   | Anja Ulbricht        | SC Karl-Marx-Stadt | 42,34    |
| 6   | Heike Pöhland        | SC Einheit Dresden | 42,65    |

#### 1.000 Meter
| Pl. | Name                 | Verein             | Zeit (min) |
| --- | -------------------- | ------------------ | ---------- |
| 1   | Karin Kania          | SC Einheit Dresden | 1:22,35    |
| 2   | Christa Rothenburger | SC Einheit Dresden | 1:23,38    |
| 3   | Jacqueline Börner    | TSC Berlin         | 1:25,76    |
| 4   | Cornelia Dick        | SC Karl-Marx-Stadt | 1:26,96    |
| 5   | Heike Pöhland        | SC Einheit Dresden | 1:27,25    |
| 6   | Anja Ulbricht        | SC Karl-Marx-Stadt | 1:27,82    |

#### 1.500 Meter
| Pl. | Name                 | Verein             | Zeit (min) |
| --- | -------------------- | ------------------ | ---------- |
| 1   | Andrea Ehrig         | SC Einheit Dresden | 2:08,81    |
| 2   | Karin Kania          | SC Einheit Dresden | 2:08,89    |
| 3   | Gabi Schönbrunn      | SC Karl-Marx-Stadt | 2:11,53    |
| 4   | Heike Pöhland        | SC Einheit Dresden | 2:12,91    |
| 5   | Christa Rothenburger | SC Einheit Dresden | 2:13,44    |
| 5   | Constanze Scandolo   | SC Turbine Erfurt  | 2:13,44    |

#### 3.000 Meter
| Pl. | Name               | Verein             | Zeit (min) |
| --- | ------------------ | ------------------ | ---------- |
| 1   | Andrea Ehrig       | SC Einheit Dresden | 4:32,17    |
| 2   | Karin Kania        | SC Einheit Dresden | 4:37,14    |
| 3   | Gabi Schönbrunn    | SC Karl-Marx-Stadt | 4:39,37    |
| 4   | Carola Bürger      | SC Einheit Dresden | 4:41,55    |
| 5   | Heike Schalling    | SC Turbine Erfurt  | 4:42,77    |
| 6   | Constanze Scandolo | SC Turbine Erfurt  | 4:43,87    |

#### 5.000 Meter
| Pl. | Name               | Verein             | Zeit (min) |
| --- | ------------------ | ------------------ | ---------- |
| 1   | Andrea Ehrig       | SC Einheit Dresden | 7:56,61    |
| 2   | Gabi Schönbrunn    | SC Karl-Marx-Stadt | 7:58,96    |
| 3   | Heike Schalling    | SC Turbine Erfurt  | 7:59,32    |
| 4   | Carola Bürger      | SC Einheit Dresden | 8:06,14    |
| 5   | Constanze Scandolo | SC Turbine Erfurt  | 8:21,28    |
| 6   | Gunda Kleemann     | SC Turbine Erfurt  | 8:24,60    |

## Sprint-Mehrkampf-Meisterschaften
Datum: 15. – 16. März 1986

### Männer
| Pl. | Name           | Verein            | Punkte  | 500 m 1. Tag | 1.000 m 1. Tag | 500 m 2. Tag | 1.000 m 2. Tag |
| --- | -------------- | ----------------- | ------- | ------------ | -------------- | ------------ | -------------- |
| 1   | Uwe-Jens Mey   | SC Dynamo Berlin  | 156,945 | 38,61        | 1:18,10        | 38,66        | 1:21,23        |
| 2   | André Hoffmann | SC Dynamo Berlin  | 160,665 | 39,79        | 1:17,98        | 39,54        | 1:20,69        |
| 3   | Heiko Scandolo | SC Turbine Erfurt | 160,725 | –            | –              | –            | –              |

–  ... keine Laufzeiten vorhanden

### Frauen
| Pl. | Name                 | Verein             | Punkte  | 500 m 1. Tag | 1.000 m 1. Tag | 500 m 2. Tag | 1.000 m 2. Tag |
| --- | -------------------- | ------------------ | ------- | ------------ | -------------- | ------------ | -------------- |
| 1   | Karin Kania          | SC Einheit Dresden | 164,110 | 41,13        | 1:21,51        | 40,90        | 1:22,65        |
| 2   | Christa Rothenburger | SC Einheit Dresden | 166,620 | 41,69        | 1:23,11        | 40,98        | 1:24,79        |
| 3   | Andrea Ehrig         | SC Einheit Dresden | 169,575 | 42,09        | 1:24,18        | 42,13        | 1:26,53        |

## Medaillenspiegel
| Platz | Verein | Verein             | Gold | Silber | Bronze | Total |
| ----- | ------ | ------------------ | ---- | ------ | ------ | ----- |
| 1     |        | SC Einheit Dresden | 6    | 6      | 3      | 15    |
| 2     |        | SC Dynamo Berlin   | 3    | 1      | 1      | 05    |
| 3     |        | SC Turbine Erfurt  | 2    | 2      | 3      | 07    |
| 4     |        | TSC Berlin         | 1    | 2      | 2      | 05    |
| 5     |        | SC Karl-Marx-Stadt | –    | 1      | 3      | 04    |
|       | Total  | Total              | 12   | 12     | 12     | 36    |